# Lista odcinków serialu Królowe krzyku
Poniżej znajduje się lista odcinków serialu telewizyjnego Królowe krzyku – emitowanego przez amerykańską stację telewizyjną FOX od 22 września 2015 roku. W Polsce jest emitowany od 24 marca 2016 roku przez Fox Comedy.
| Seria | Seria | Odcinki | Oryginalna emisja | Oryginalna emisja | Oryginalna emisja    | Oryginalna emisja | Oryginalna emisja |
| Seria | Seria | Odcinki | Premiera serii    | Finał serii       | Premiera serii       | Finał serii       |                   |
| ----- | ----- | ------- | ----------------- | ----------------- | -------------------- | ----------------- | ----------------- |
|       | 1     | 13      | 22 września 2015  | 8 grudnia 2015    | 24 marca 2016        | 16 czerwca 2016   |                   |
|       | 2     | 10      | 20 września 2016  | 20 grudnia 2016   | 13 października 2016 | 29 grudnia 2016   |                   |

## Sezon 1 (2015-2016)
| Nr | #  | Tytuł                                                       | Reżyseria         | Scenariusz                             | Premiera FOX         | Premiera Fox Comedy |
| -- | -- | ----------------------------------------------------------- | ----------------- | -------------------------------------- | -------------------- | ------------------- |
| 1  | 1  | 'Tajemnica sprzed lat ' Pilot                               | Ryan Murphy       | Ryan Murphy, Brad Falchuk, Ian Brennan | 22 września 2015     | 24 marca 2016       |
| 2  | 2  | 'Piekielny Tydzień ' Hell Week                              | Brad Falchuk      | Ryan Murphy, Brad Falchuk, Ian Brennan | 22 września 2015     | 31 marca 2016       |
| 3  | 3  | 'Piła mechaniczna ' Chainsaw                                | Ian Brennan       | Ian Brennan                            | 29 września 2015     | 7 kwietnia 2016     |
| 4  | 4  | 'Nawiedzony dom ' Haunted House                             | Bradley Buecker   | Brad Falchuk                           | 6 października 2015  | 14 kwietnia 2016    |
| 5  | 5  | 'Halloweenowa impreza Chanel ' Pumpkin Patch                | Brad Falchuk      | Brad Falchuk                           | 13 października 2015 | 21 kwietnia 2016    |
| 6  | 6  | 'Siedem minut w piekle ' Seven Minutes in Hell              | Michael Uppendahl | Ryan Murphy                            | 20 października 2015 | 28 kwietnia 2016    |
| 7  | 7  | ' Wstrzegajcie się młodych dziewcząt' Beware of Young Girls | Barbara Brown     | Ryan Murphy                            | 3 listopada 2015     | 5 maja 2016         |
| 8  | 8  | 'Kochana mamusia' Mommie Dearest                            | Michael Uppendahl | Ian Brennan                            | 10 listopada 2015    | 12 maja 2016        |
| 9  | 9  | ' Opowieści o duchach' Ghost Stories                        | Michael Uppendahl | Ryan Murphy                            | 17 listopada 2015    | 19 maja 2016        |
| 10 | 10 | 'Święto Dziękczynienia' Thanksgiving                        | Michael Lehmann   | Brad Falchuk                           | 24 listopada 2015    | 26 maja 2016        |
| 11 | 11 | 'Czarny piątek' Black Friday                                | Barbara Brown     | Ian Brennan                            | 1 grudnia 2015       | 2 czerwca 2016      |
| 12 | 12 | 'Przeprosiny' Dorkus                                        | Bradley Buecker   | Ryan Murphy, Brad Falchuk, Ian Brennan | 8 grudnia 2015       | 9 czerwca 2016      |
| 13 | 13 | 'Finalistki' The Final Girl(s)                              | Brad Falchuk      | Ryan Murphy, Brad Falchuk, Ian Brennan | 8 grudnia 2015       | 16 czerwca 2016     |

## Sezon 2 (2016-2017)
| Nr | #  | Tytuł                                        | Reżyseria        | Scenariusz                             | Premiera FOX         | Premiera Fox Comedy  |
| -- | -- | -------------------------------------------- | ---------------- | -------------------------------------- | -------------------- | -------------------- |
| 14 | 1  | 'Znowu krzyk' Scream Again                   | Brad Falchuk     | Ryan Murphy, Brad Falchuk, Ian Brennan | 20 września 2016     | 13 października 2016 |
| 15 | 2  | 'Kurzajki i cała reszta' Warts and All       | Bradley Buecker  | Brad Falchuk                           | 27 września 2016     | 20 października 2016 |
| 16 | 3  | 'Kandydaci???' Handidates                    | Barbara Brown    | Ian Brennan                            | 11 października 2016 | 27 października 2016 |
| 17 | 4  | ' Halloweenowy blues ' Halloween Blues       | Loni Peristere   | Brad Falchuk                           | 18 października 2016 | 3 listopada 2016     |
| 18 | 5  | 'Chanel i zabójstwo' Chanel Pour Homme-icide | Barbara Brown    | Ian Brennan                            | 15 listopada 2016    | 24 listopada 2016    |
| 19 | 6  | 'Krwiodawstwo ' Blood Drive                  | Mary Wigmore     | Brad Falchuk                           | 22 listopada 2016    | 1 grudnia 2016       |
| 20 | 7  | 'Ręka' The Hand                              | Barbara Brown    | Ian Brennan                            | 29 listopada 2016    | 8 grudnia 2016       |
| 21 | 8  | 'Roszpunko, Roszpunko' Rapunzel, Rapunzel    | Jamie Lee Curtis | Brad Falchuk                           | 6 grudnia 2016       | 15 grudnia 2016      |
| 22 | 9  | 'Dr Lovin' Lovin The D                       | Maggie Kiley     | Ian Brennan                            | 13 grudnia 2016      | 22 grudnia 2016      |
| 23 | 10 | 'Osuszanie bagna' Drain the Swamp            | Ian Brennan      | Brad Falchuk, Ian Brennan              | 20 grudnia 2016      | 29 grudnia 2016      |